# Ілдимкаси
Ілдимка́си (рос. Илдымкасы, чув. Йăлтăм) — присілок у складі Вурнарського району Чувашії, Росія. Входить до складу Азімсірминського сільського поселення.
Населення — 64 особи (2010; 97 у 2002).
Національний склад:
- чуваші — 98 %